# Vendramino Bariviera
Vendramino "Mino" Bariviera (Roma, 28 de octubre de 1937-Conegliano, 23 de noviembre de 2001) fue un ciclista que combinó la carretera con la pista.
Como ciclista amateur tomó parte a los Juegos Olímpicos de Roma, el 1960, en que abandonó en la carrera en ruta.
Fue profesional entre el 1961 y el 1967 y en su palmarés destacan seis etapas al Giro de Italia, tres de ellas en la edición de 1963. Era hermano del jugador de baloncesto Renzo Bariviera.

## Palmarés
- 1958
  - 1.º en el Giro del Piave
  - 1.º en la Coppa Mengoli
  - Vencedor de una etapa a la Ruota d'Oro
  - Vencedor de una etapa a la Carrera de la Paz
- 1959
  - 1.º en el Trofeo Minardi
  - 1.º en el Trofeo Piva
- 1960
  - 1.º en el Giro de Romania amateur
  - 1.º en La Popolarissima
- 1962
  - 1.º en la Milán-Vignola
  - 1.º en la Verona-San Pellegrino
- 1963
  - 1.º en el Gran Premio de la Industria y el Comercio de Prato
  - Vencedor de 3 etapas al Giro de Italia
- 1964
  - Vencedor de una etapa al Giro de Italia
- 1966
  - Vencedor de 2 etapas al Giro de Italia

### Resultados al Tour de Francia
- 1963: abandona (8.º etapa)

### Resultados al Giro de Italia
- 1961. Fuera de control (7.ª etapa)
- 1962. Abandona (7.ª etapa)
- 1963. 53.º de la clasificación general. Vencedor de 3 etapas
- 1964. 61.º de la clasificación general. Vencedor de una etapa
- 1965. 43.º de la clasificación general
- 1966. 53.º de la clasificación general. Vencedor de 2 etapas
- 1967. Abandona (8.ª etapa)